# Morpho erna
Morpho erna är en fjärilsart som beskrevs av Weber 1951. Morpho erna ingår i släktet Morpho och familjen praktfjärilar. Inga underarter finns listade i Catalogue of Life.